# Tsubasa Yonaga
Tsubasa Yonaga (代永 翼, Yonaga Tsubasa, Kanagawa, 15 de janeiro de 1984) é um dublador japonês, afiliado da Ken Production. Ele ganhou o segundo Seiyū Awards na categoria Melhor Novo Ator, por seu trabalho como Ren Mihashi em  Ookiku Furikabutte.

## Trabalhos

### Anime
2007
- Big Windup! (Ren Mihashi)
- Wangan Midnight (Harada)

2008
- S · A: Special A (Jun Yamamoto)[1]
- Bleach (Shū Kannogi)[1]
- Persona: Trinity Soul (Shiiba and Wakaba)
- Shugo Chara! (Kirishima Fuyuki)
- Chaos;Head (Shogun)

2009
- Yumeiro Patissiere (Satsuki Hanabusa)

2010
- Cardfight!! Vanguard (Aichi Sendo)
- Demon King Daimao (Miwa Hiroshi)
- Model Suit Gunpla Builders Beginning G (Haru Irei)
- Ōkiku Furikabutte (Ren Mihashi)

2011
- Chihayafuru (Tsutomu Komano)
- Persona 4 (Naoki Konishi)

2012
- Tasogare Otome X Amnesia (Teiichi Niiya)
- Acchi Kocchi (Kyouya Saibara)
- La storia della Arcana Famiglia (Nova)
- Area no Kishi (Matoba Kaoru)
- One Piece (Bobbin)
- Fairy Tail (Rufus Lohr)

2013
- Free! (Nagisa Hazuki)[1]
- Inazuma Eleven GO Galaxy (Kazuto Minaho)
- Uta no Prince-sama (Nagi Mikado)
- Hakkenden: Tōhō Hakken Ibun (Shinobu Inue)

#### 2014
- Love Stage! (Izumi Sena)

### Videogame
2009
- VitaminZ (Tachibana Yakumo)
- Real Rode (Somari)

2010
- Blaze Union (Nessiah, Mizer)

2011
- Tokyo Yamanote Boys (Honey Milk Disc) (Momose Ayumu)
- Tales of Xillia (Jude Mathis)
- Chaos Code (Catherine)
- Corpse Party: Book of Shadows (Kurosaki Kensuke)

2012
- Toki to Towa (Zack/Player)
- Unchained Blades (Hector)
- Tales of Xillia 2 (Jude Mathis)
- Fairy Tail (Rufus Lohr)
- Valvrave the liberator (Blue)

2013
- SNOW BOUND LAND (Craes)

### CD Drama
- Alterna (Orutana) (Kouhei Chiba)
- Kirai Janai Kedo (Kashiwagi Yuu)
- Sunao Janai Kedo (Kashiwagi Yuu)

### Outros
- Batman: The Brave and the Bold (Jaime Reyes/Blue Beetle)
- Hot Wheels AcceleRacers (Mitchell "Monkey" Mclurg)